# Миколаївська округа
Микола́ївська окру́га  — адміністративно-територіальна одиниця Української СРР в 1923–1930 роках. Окружний центр — місто Миколаїв.

## Історія
Утворена в березні 1923 року у межах Одеської губернії у складі повітів: Миколаївського, частини Херсонського, частини Одеського і частини Вознесенського. Окружним центром визначено місто Миколаїв. До складу округи увійшли райони:
- Вознесенський — з волостей: Вознесенської (частини), Еланецької, Щербанівської, Веселинівської, Покровської, м. Вознесенська, з центром у Вознесенську.
- Привольнянський — з волостей: Сухо-Еланецької, Ольгопільської, Возсіятської і Привольнянської, з центром у Привольнім.
- Ново-Бузький — з волостей: Ново-Бузької, Антонівської, Ново-Полтавської і Полтавської, з центром у Новому Бугу.
- Володимирський — з волостей: Володимирської, Трифоно-Сопроніївської і Маліївської, з центром у Володимирці.
- Варварівський — з волостей: Варварівської, Ландауської, Петрівської і частини Нечаївської, з центром у Варварівці.
- Очаківський — з волостей: Парутинської і Анчикракиллінської, з центром в Очакові.
- Миколаївський — з волостей: Калинівської, Тернівської, Богоявленської, Кисляківської, Балацківської і Добринської, з центром у Миколаїві.
- Ново-Одеський — з волостей: Ново-Одеської і Гур'ївської, з центром у Новій Одесі.

30 квітня 1925 року на території Миколаївської округи створено Ландауський район з переважною німецьким населенням і центром у колонії Ландау в складі Зульської, Йоганестальської, Карлсруеської, Катеринентальської, Ландауської й Шпеєрівської сільрад, виділивши їх зі складу Варварівського району Миколаївської округи, та Рорбахської, Вормської і Роштадської сільрад, виділивши їх зі складу Березівського району Одеської округи.
3 червня 1925 року внаслідок скасування поділу на губернії територія округи перейшла в пряме підпорядкування Української СРР.
Станом на 1925 рік в округу входило 9 районів: Варварівський, Вознесенський, Володимирівський (Володимирівка), Ландауський, Миколаївський, Новобузький, Новоодеський, Очаківський, Привільнянський.
У травні 1926 року Ландауський район перейменовано на Карл-Лібкнехтівський.
29 вересня 1926 року на території Миколаївської округи створено Єланецький район із центром у с. Єланець, також змінено районне підпорядкування низки населених пунктів округи.
2 вересня 1930 року у зв'язку з переходом на двоступеневу систему управління округи в УСРР було ліквідовано, райони переведено в пряме підпорядкування Української СРР.

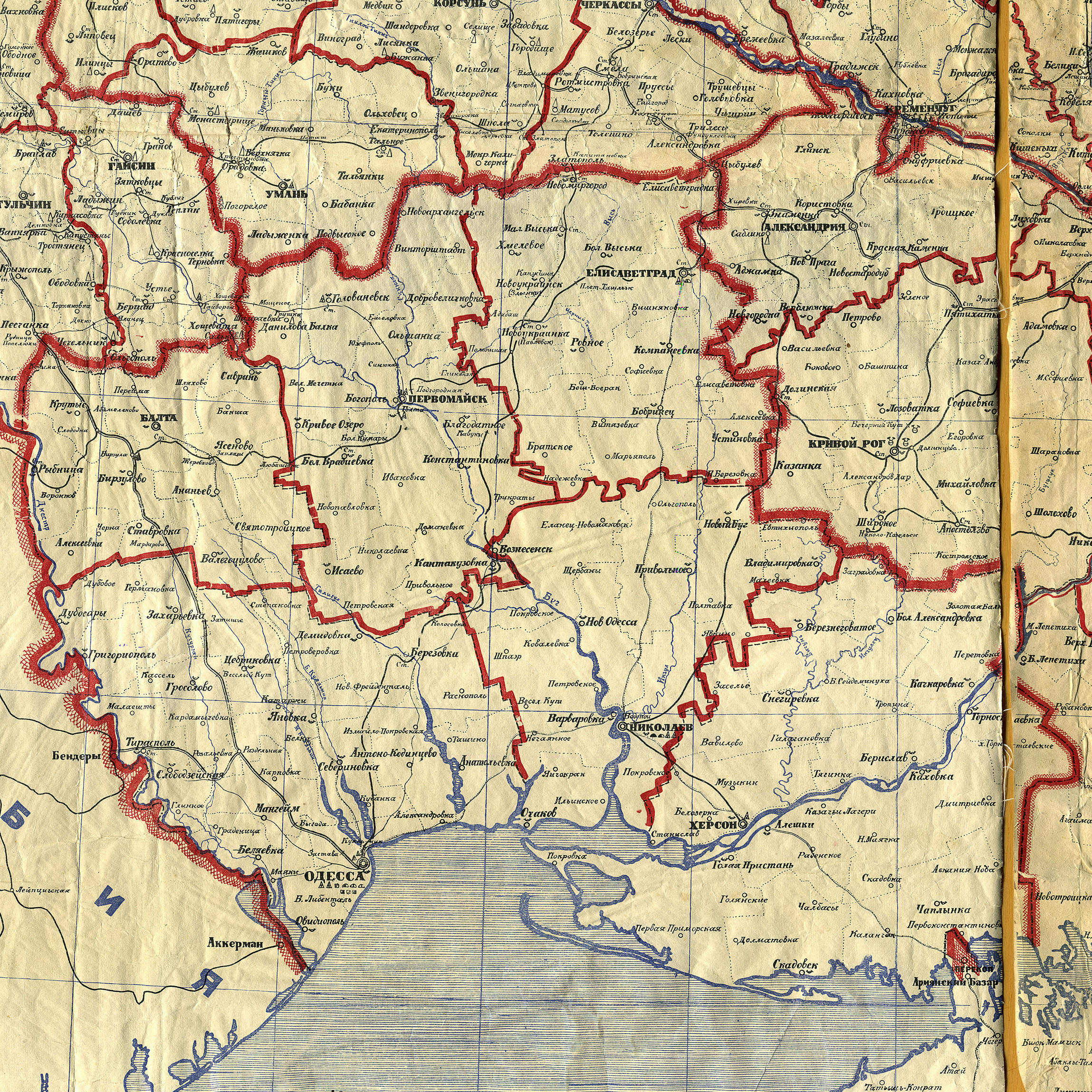
Карта Миколаївської округи у складі Одеської губернії, 1923
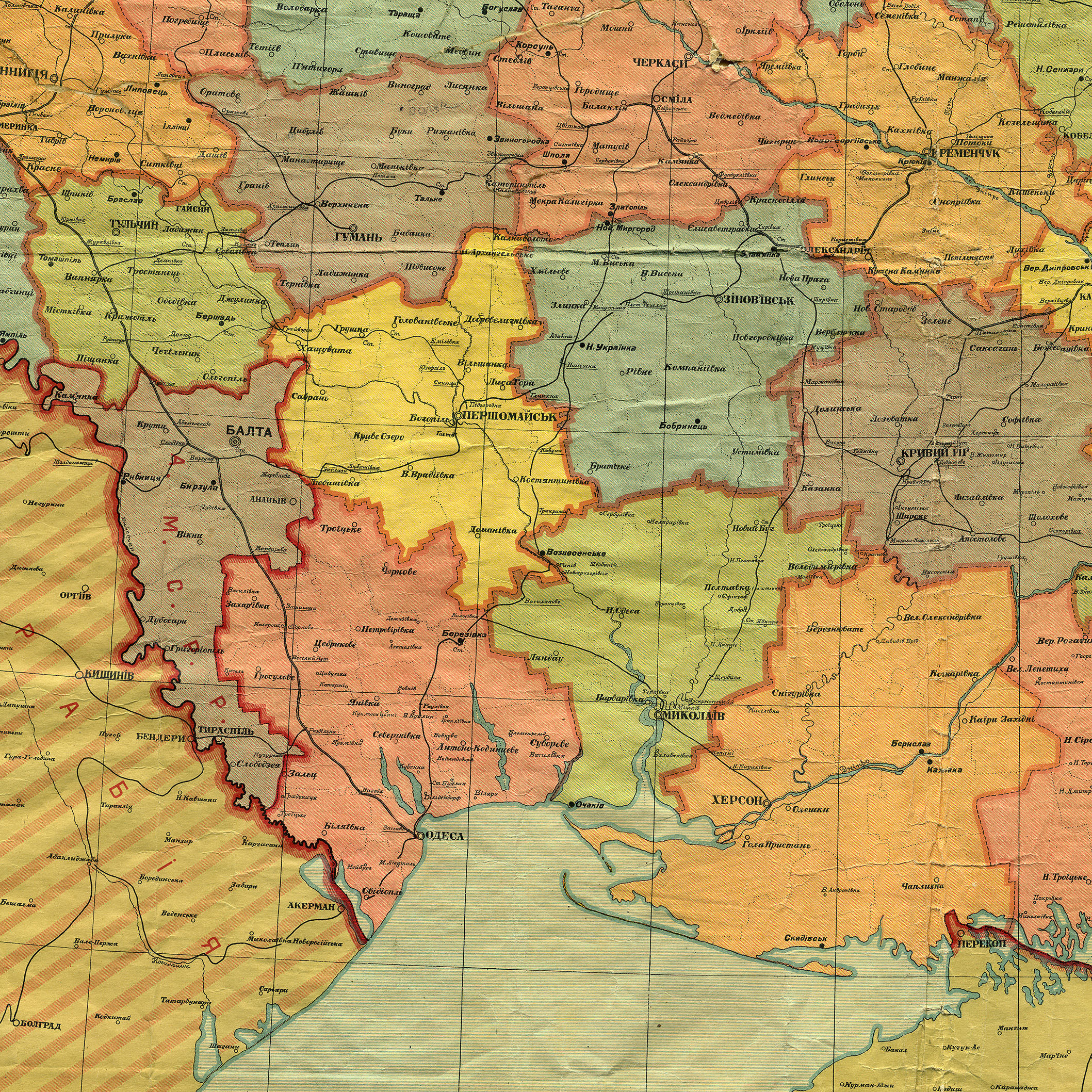
Карта Миколаївської округи, адміністративні межі станом на 1 жовтня 1925
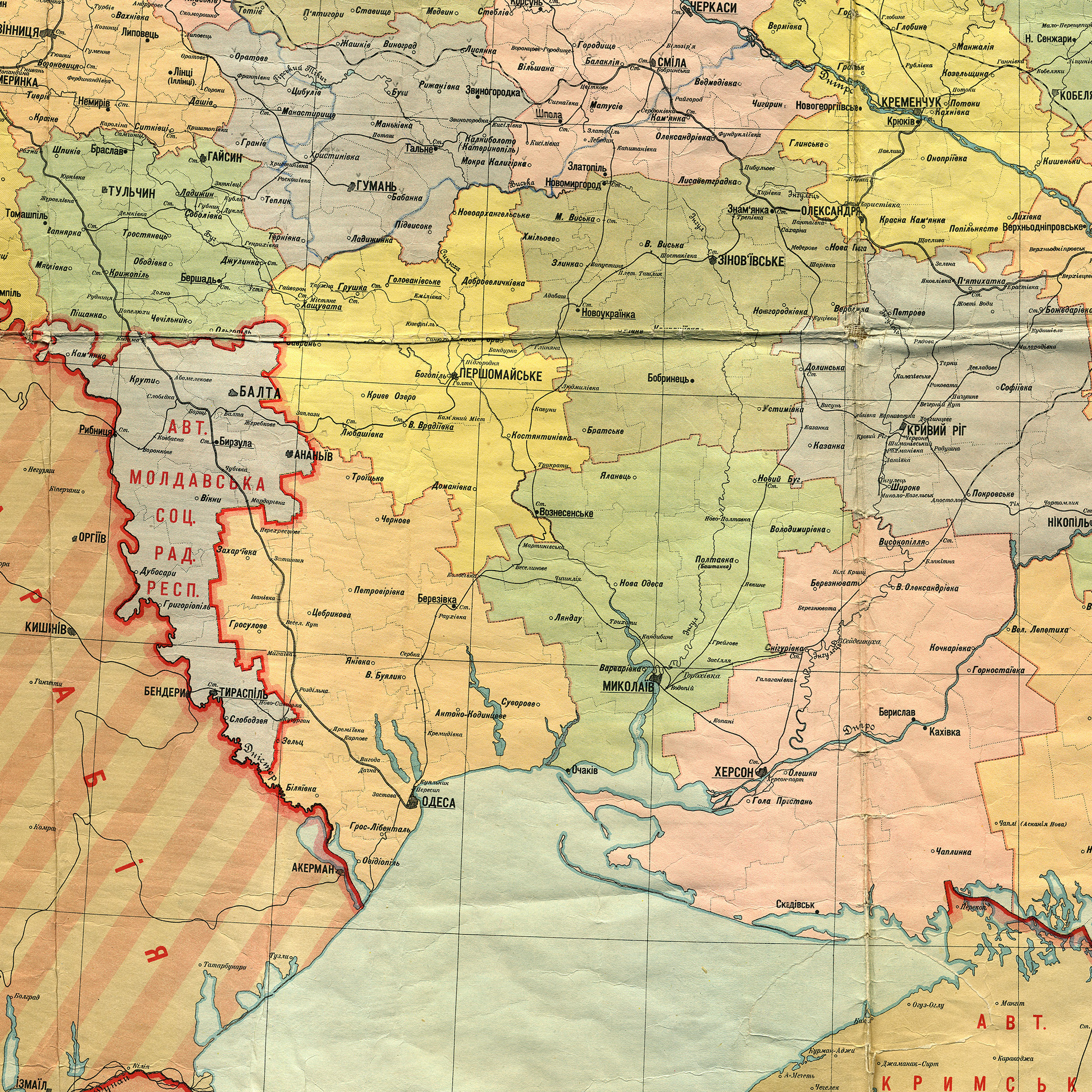
Карта Миколаївської округи, адміністративні межі станом на 1 березня 1927

## Населення
За даними перепису 1926 року чисельність населення становила 496,9 тис. осіб, у тому числі: українці — 61,2 %; росіяни — 17,7 %; євреї — 7,4 %; німці — 6,2 %; молдовани — 2,8 %; білоруси — 2,6 %; болгари — 1,1 %.

### Національний склад
Національний склад населення районів і міст Миколаївської округи за переписом 1926 р.
| №  | Місто/район                | Населення, осіб | Національний склад, % | Національний склад, % | Національний склад, % | Національний склад, % | Національний склад, % | Національний склад, % | Національний склад, % | Національний склад, % | Національний склад, % | Національний склад, % | Національний склад, % | Національний склад, % | Національний склад, % | Національний склад, % | Національний склад, % | Національний склад, % |
| №  | Місто/район                | Населення, осіб | українці              | українці              | росіяни               | росіяни               | євреї                 | євреї                 | німці                 | німці                 | молдовани             | молдовани             | болгари               | болгари               | греки                 | греки                 | інші                  | інші                  |
| №  | Місто/район                | Населення, осіб | осіб                  | %                     | осіб                  | %                     | осіб                  | %                     | осіб                  | %                     | осіб                  | %                     | осіб                  | %                     | осіб                  | %                     | осіб                  | %                     |
| -- | -------------------------- | --------------- | --------------------- | --------------------- | --------------------- | --------------------- | --------------------- | --------------------- | --------------------- | --------------------- | --------------------- | --------------------- | --------------------- | --------------------- | --------------------- | --------------------- | --------------------- | --------------------- |
| 1  | Миколаїв                   | 104 724         | 31 362                | 29,9 %                | 46 726                | 44,6 %                | 21 786                | 20,8 %                | 1 167                 | 1,1 %                 | 102                   | 0,1 %                 | 229                   | 0,2 %                 | 98                    | 0,1 %                 | 3 254                 | 3,1 %                 |
| 2  | Варварівський район        | 23 149          | 20 862                | 90,1 %                | 1 004                 | 4,3 %                 | 96                    | 0,4 %                 | 679                   | 2,9 %                 | 26                    | 0,1 %                 | 238                   | 1,0 %                 | 35                    | 0,2 %                 | 209                   | 0,9 %                 |
| 3  | Володимирівський район     | 25 312          | 13 692                | 54,1 %                | 8 602                 | 34,0 %                | 165                   | 0,7 %                 | 32                    | 0,1 %                 | 7                     | 0,0 %                 | 30                    | 0,1 %                 |                       |                       | 2 784                 | 11,0 %                |
| 4  | Вознесенський район        | 66 687          | 46 949                | 70,4 %                | 4 682                 | 7,0 %                 | 5 403                 | 8,1 %                 | 452                   | 0,7 %                 | 8 406                 | 12,6 %                | 44                    | 0,1 %                 | 12                    | 0,0 %                 | 739                   | 1,1 %                 |
| 5  | Вознесенськ                | 21 587          | 11 908                | 55,2 %                | 3 687                 | 17,1 %                | 5 116                 | 23,7 %                | 110                   | 0,5 %                 | 370                   | 1,7 %                 | 32                    | 0,1 %                 | 7                     | 0,0 %                 | 357                   | 1,7 %                 |
| 6  | Вознесенський район (села) | 45 100          | 35 041                | 77,7 %                | 995                   | 2,2 %                 | 287                   | 0,6 %                 | 342                   | 0,8 %                 | 8 036                 | 17,8 %                | 22                    | 0,0 %                 | 5                     | 0,0 %                 | 372                   | 0,8 %                 |
| 7  | Єланецький район           | 36 258          | 26 508                | 73,1 %                | 4 507                 | 12,4 %                | 237                   | 0,7 %                 | 1 311                 | 3,6 %                 | 3 519                 | 9,7 %                 | 8                     | 0,0 %                 | 1                     | 0,0 %                 | 167                   | 0,5 %                 |
| 8  | Карл-Лібкнехтівський район | 26 902          | 1 090                 | 4,1 %                 | 779                   | 2,9 %                 | 522                   | 1,9 %                 | 24 187                | 89,9 %                |                       |                       |                       |                       | 1                     | 0,0 %                 | 323                   | 1,2 %                 |
| 9  | Миколаївський район        | 62 983          | 43 286                | 68,7 %                | 8 714                 | 13,8 %                | 144                   | 0,2 %                 | 876                   | 1,4 %                 | 527                   | 0,8 %                 | 4 607                 | 7,3 %                 |                       |                       | 4 829                 | 7,7 %                 |
| 10 | Новобузький район          | 40 873          | 34 608                | 84,7 %                | 2 463                 | 6,0 %                 | 2 880                 | 7,0 %                 | 654                   | 1,6 %                 | 20                    | 0,0 %                 | 13                    | 0,0 %                 |                       |                       | 235                   | 0,6 %                 |
| 11 | Новоодеський район         | 43 553          | 36 704                | 84,3 %                | 4 126                 | 9,5 %                 | 695                   | 1,6 %                 | 321                   | 0,7 %                 | 1 353                 | 3,1 %                 | 10                    | 0,0 %                 | 1                     | 0,0 %                 | 343                   | 0,8 %                 |
| 12 | Очаківський район          | 20 943          | 17 582                | 84,0 %                | 1 884                 | 9,0 %                 | 720                   | 3,4 %                 | 408                   | 1,9 %                 | 47                    | 0,2 %                 | 44                    | 0,2 %                 | 3                     | 0,0 %                 | 255                   | 1,2 %                 |
| 13 | Очаків                     | 5 154           | 2 830                 | 54,9 %                | 1 541                 | 29,9 %                | 667                   | 12,9 %                | 22                    | 0,4 %                 | 29                    | 0,6 %                 | 5                     | 0,1 %                 | 3                     | 0,1 %                 | 57                    | 1,1 %                 |
| 14 | Очаківський район (села)   | 15 789          | 14 752                | 93,4 %                | 343                   | 2,2 %                 | 53                    | 0,3 %                 | 386                   | 2,4 %                 | 18                    | 0,1 %                 | 39                    | 0,2 %                 |                       |                       | 198                   | 1,3 %                 |
| 15 | Полтавський район          | 45 757          | 31 380                | 68,6 %                | 4 597                 | 10,0 %                | 4 048                 | 8,8 %                 | 824                   | 1,8 %                 | 68                    | 0,1 %                 | 2                     | 0,0 %                 | 6                     | 0,0 %                 | 4 832                 | 10,6 %                |

### Мовний склад
Рідна мова населення Миколаївської округи за переписом 1926 року
| Район                | Населення, осіб | Рідна мова, % | Рідна мова, % | Рідна мова, % |
| Район                | Населення, осіб | українська    | російська     | інша          |
| -------------------- | --------------- | ------------- | ------------- | ------------- |
| м. Миколаїв          | 104 724         | 10,3          | 77,8          | 11,9          |
| Варварівський        | 23 149          | 78,3          | 17,6          | 4,1           |
| Володимирівський     | 25 312          | 48,9          | 50,1          | 1,1           |
| Вознесенський        | 66 687          | 66,1          | 14,4          | 19,5          |
| Єланецький           | 36 258          | 64,3          | 21,7          | 14,1          |
| Карл-Лібкнехтівський | 26 902          | 3,3           | 4,2           | 92,5          |
| Миколаївський        | 62 983          | 56,4          | 33,6          | 10,0          |
| Новобузький          | 40 873          | 83,0          | 8,9           | 8,1           |
| Новоодеський         | 43 553          | 79,7          | 14,0          | 6,3           |
| Очаківський          | 20 943          | 69,0          | 26,2          | 4,8           |
| Полтавський          | 45 757          | 65,0          | 24,4          | 10,6          |
| Миколаївська округа  | 497 141         | 51,9          | 33,1          | 15,1          |

## Керівники округи

### Відповідальні секретарі окружного комітетуКП(б)У
- Забудкін Петро Андрійович (1923),
- Холявський Борис Матвійович (1923—.04.1924),
- Березін Олександр Йосипович (.06.1924—.12.1926),
- Соколов Олександр Гаврилович (.12.1926—9.11.1929),
- Верхових Василь Мефодійович (9.11.1929—28.08.1930),
- Масленко Павло Федорович (28.08.1930—.09.1930).

### Голови окружного виконавчого комітету
- Свистун Пантелеймон Іванович (1923—1924),
- Мар'янов Андрій Самсонович (8.03.1924—25.04.1925),
- Сиволап (Голін) Полікарп Пилипович (25.04.1925—1927),
- Мануйленко Олександр Іларіонович (1927—27.10.1929),
- Слинько Іван Федотович (27.10.1929—.08.1930)
- Сумцов Микола Михайлович, в. о. (.08.1930—.09.1930)